# Pohnpeilorikit
Pohnpeilorikit (Trichoglossus rubiginosus) är en fågel i familjen östpapegojor inom ordningen papegojfåglar.

## Utseende
Pohnpeilorikiten är en 24 cm lång papegojfågel. På huvud och ovansida är den mörkt rödbrun, mörkast på huvudet. Den är mörkt rödbrun även på skapularer och täckarna, medan vingpennorna svarta på innerfanen och olivgula på ytterfanen, gulast på de yttersta handpennorna. Undersidan av vingen är svart. Även undertill är den mörkt rödbrun men med svarta fjäderkanter som ger ett något bandat utseende. Ovansidan av stjärten är olivgul, ljusare mot spetsen, undersidan ljust olivgul. Näbben är orange, ögat gulorange och benen mörkgrå. Honan liknar hanen men har gulaktig näbb och gråvitt öga.

## Utbredning och systematik
Pohnpeilorikit förekommer i låglänta områden på ön Pohnpei (östra Karolinerna). Den behandlas som monotypisk, det vill säga att den inte delas in i några underarter.

## Status
IUCN kategoriserar arten som nära hotad.